# Problepsis merocaria
Problepsis merocaria là một loài bướm đêm trong họ Geometridae.